# Nashita
La nashita és un mineral. Va ser anomenada en honor de Barbara P. Nash, professora de geologia i geofísica a la Universitat de Utah.
És experta en geoquímica i petrogènesi dels sistemes volcànics i ha descrit un gran nombre de nous minerals.

## Característiques
La nashita és un element químic de fórmula química Na₃Ca₂[(V4+V5+
9)O28]·24H₂O. Cristal·litza en el sistema monoclínic. La seva duresa a l'escala de Mohs és 2.

## Jaciments
La nashita va ser descoberta a partir de mostres trobades en dos indrets diferents dels Estats Units: la mina Saint Jude, al districte miner de Slick Rock (Comtat de San Miguel, Colorado) i la mina Little Eva, a Yellow Cat Mesa (Comtat de Grand, Utah).